# Ebbinghausen (Lindlar)

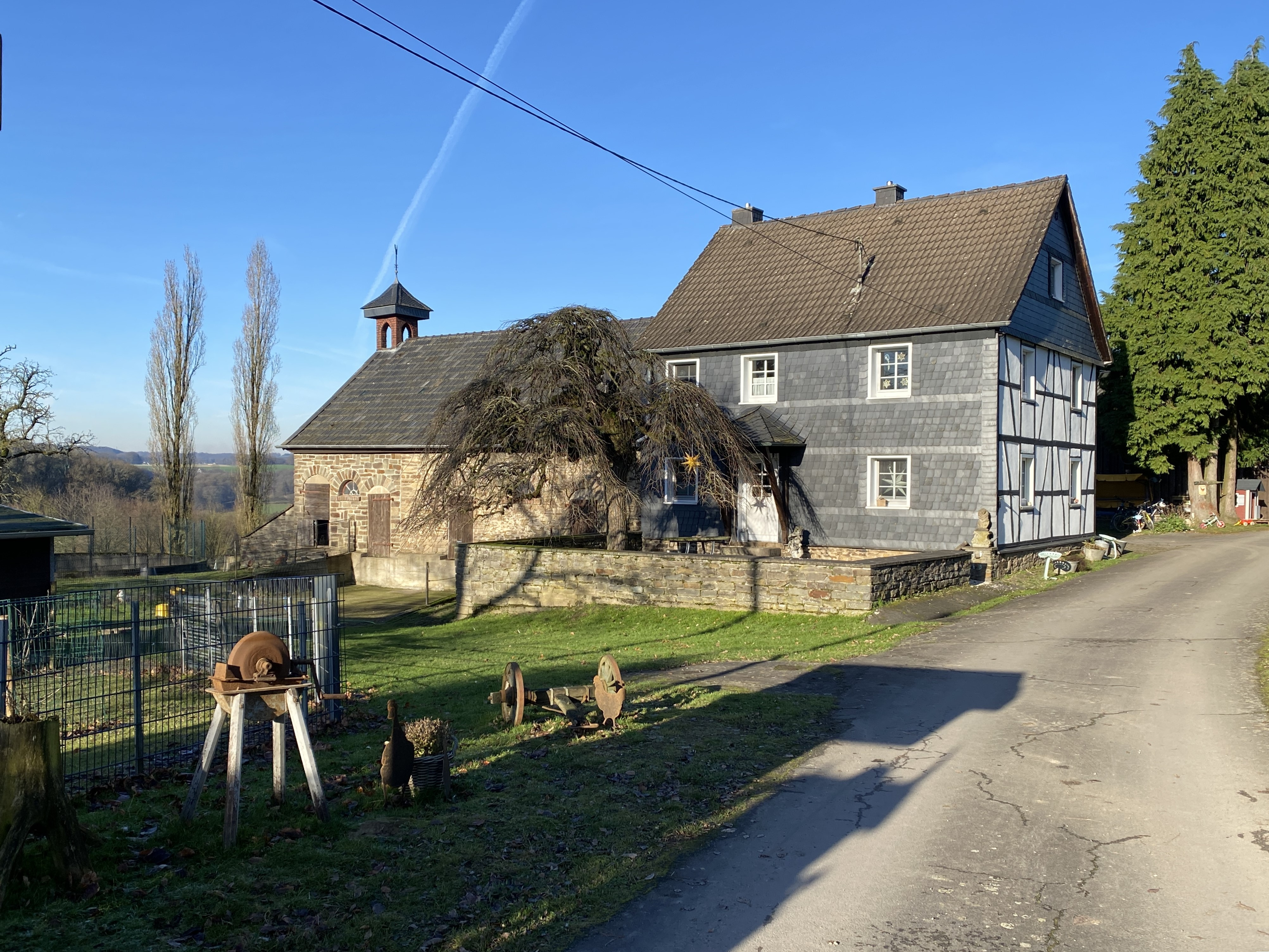
Baudenkmal Hof Ebbinghausen 10

Ebbinghausen ist ein Ortsteil der Gemeinde Lindlar, Oberbergischen Kreis im Regierungsbezirk Köln in Nordrhein-Westfalen (Deutschland).

## Lage und Beschreibung
Ebbinghausen liegt im westlichen Lindlar an der Kreisstraße K38 zwischen Hommerich und Fahn. Weitere Nachbarorte sind Bomerich und Schmitzhöhe. Westlich Ebbinghausen erhebt sich mit 221,2 m der Hohenberg, östlich mit 243,4 m der Brandenberg.
In Ebbinghausen wird lokal fast ausschließlich Landwirtschaft betrieben.

## Geschichte
1487 wurde Ebbinghausen das erste Mal als ewelkusen erwähnt. Eine weitere Schreibweise dieser Zeit war benkaußen. Die Ortschaft entstand jedoch schon früher, vermutlich schon vor 958 als Dürscheider Lehen.
Im Jahre 1488 wird das Gut Ebbinghausen der Kirche zu Hohkeppel vermacht. 1582 wird dann vermerkt, die Kirche zu Hohkeppel besitze ein „hoefgen zu Eprinckusen“ (Ebbinghausen), der jährlich „halbe fruchten und viehe“ sowie 21 Thaler geben würde. Ebbinghausen gehörte im Mittelalter zur Honschaft Tüschen im Kirchspiel Hohkeppel. Im Jahre 1755 wird in einem Visitationsbericht der Hohkeppler Kirche vermerkt, das Kirchgut Ebbinghausen bringe 30 rheinische Gulden ein.
Die Topographia Ducatus Montani des Erich Philipp Ploennies, Blatt Amt Steinbach, belegt, dass Ebenckhusen ein Dorf ohne Kirche ist. Carl Friedrich von Wiebeking benennt die Hofschaft auf seiner Charte des Herzogthums Berg 1789 als Elbinghausen. Aus ihr geht hervor, dass der Ort zu dieser Zeit weiterhin Teil der Honschaft Tüschen im Kirchspiel Hohkeppel war.
Der Ort ist auf der Topographischen Aufnahme der Rheinlande von 1817 als Ebbrighausen verzeichnet. Die Preußische Uraufnahme von 1845 zeigt den Wohnplatz unter dem Namen Ebbinghausen. Ab der Preußischen Neuaufnahme von 1892 ist der Ort auf Messtischblättern regelmäßig als Ebbinghausen verzeichnet.
1822 lebten 79 Menschen im als Hof kategorisierten und Ebbekusen bezeichneten Ort, der nach dem Zusammenbruch der napoleonischen Administration und deren Ablösung zur Gemeinde Hohkeppel in der  Bürgermeisterei Engelskirchen im Kreis Wipperfürth gehörte. Für das Jahr 1830 werden für den als Ebbekusen bezeichneten Ort 89 Einwohner angegeben. Der 1845 laut der Uebersicht des Regierungs-Bezirks Cöln als Weiler kategorisierte und Ebbinghausen bezeichnete Ort besaß zu dieser Zeit zehn Wohngebäude mit 86 Einwohnern, alle katholischen Bekenntnisses.
Die Gemeinde- und Gutbezirksstatistik der Rheinprovinz führt Ebbinghausen 1871 mit 16 Wohnhäusern und 71 Einwohnern auf. Im Gemeindelexikon für die Provinz Rheinland von 1888 werden für Ebbinghausen 16 Wohnhäuser mit 78 Einwohnern angegeben. 1895 besitzt der Ort 16 Wohnhäuser mit 74 Einwohnern, 1905 werden zwölf Wohnhäuser und 59 Einwohner angegeben.
Auf einer Weide bei Ebbinghausen wurden während des Zweiten Weltkrieges einige sowjetische Kriegsgefangene aus dem Lager in Hommerich in einer Nacht-und-Nebel-Aktion begraben.
Aufgrund § 10 und § 14 des Köln-Gesetzes wurde 1975 die Gemeinde Hohkeppel aufgelöst und umfangreiche Teile in Lindlar eingemeindet. Darunter auch Ebbinghausen.

## Sehenswürdigkeiten
- Die Hofanlage Ebbinghausen 10 steht unter Denkmalschutz. Dazu gehören das Wohnhaus mit dem angebauten Bruchstein-Stallgebäude, ein Gedenkstein und ein Backhaus-Bruchsteinkeller.[11]
- An der Kreisstraße K 38 durch die Ortschaft steht ein hölzernes Wegekreuz mit kunstvoll geschnitzter Christusfigur.

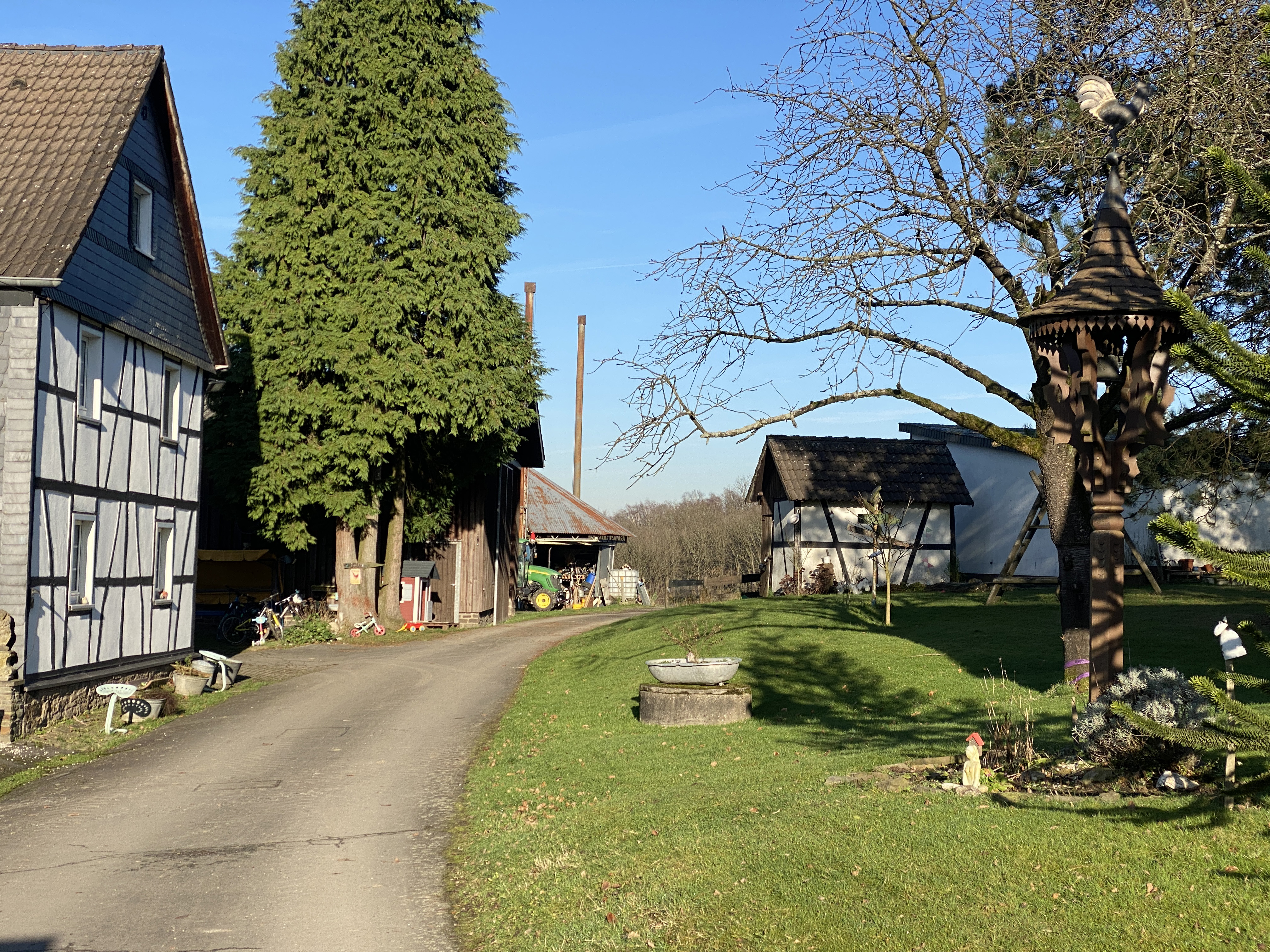
Hof Ebbinghausen 10
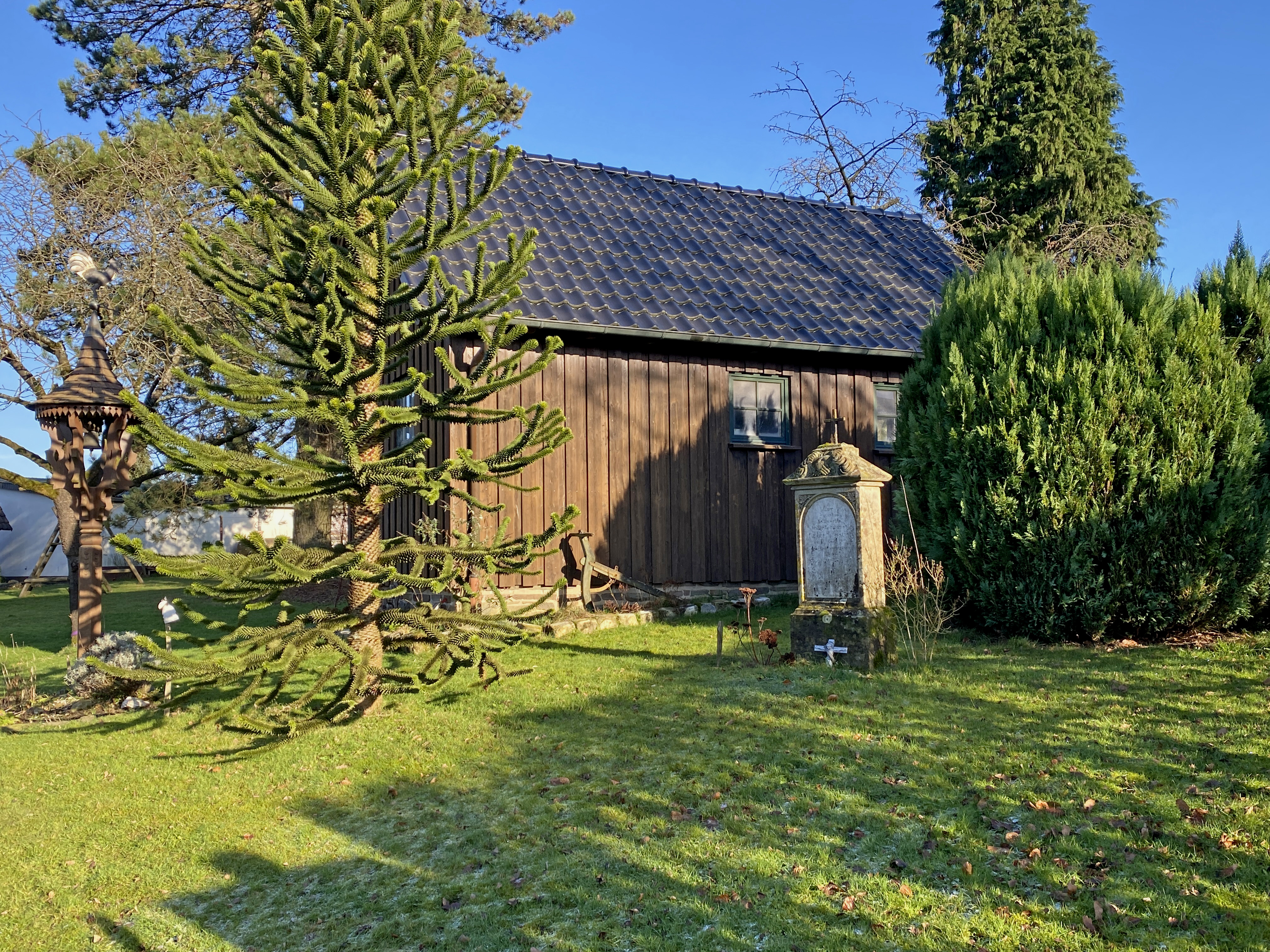
Gedenkstein Hof Ebbinghausen 10
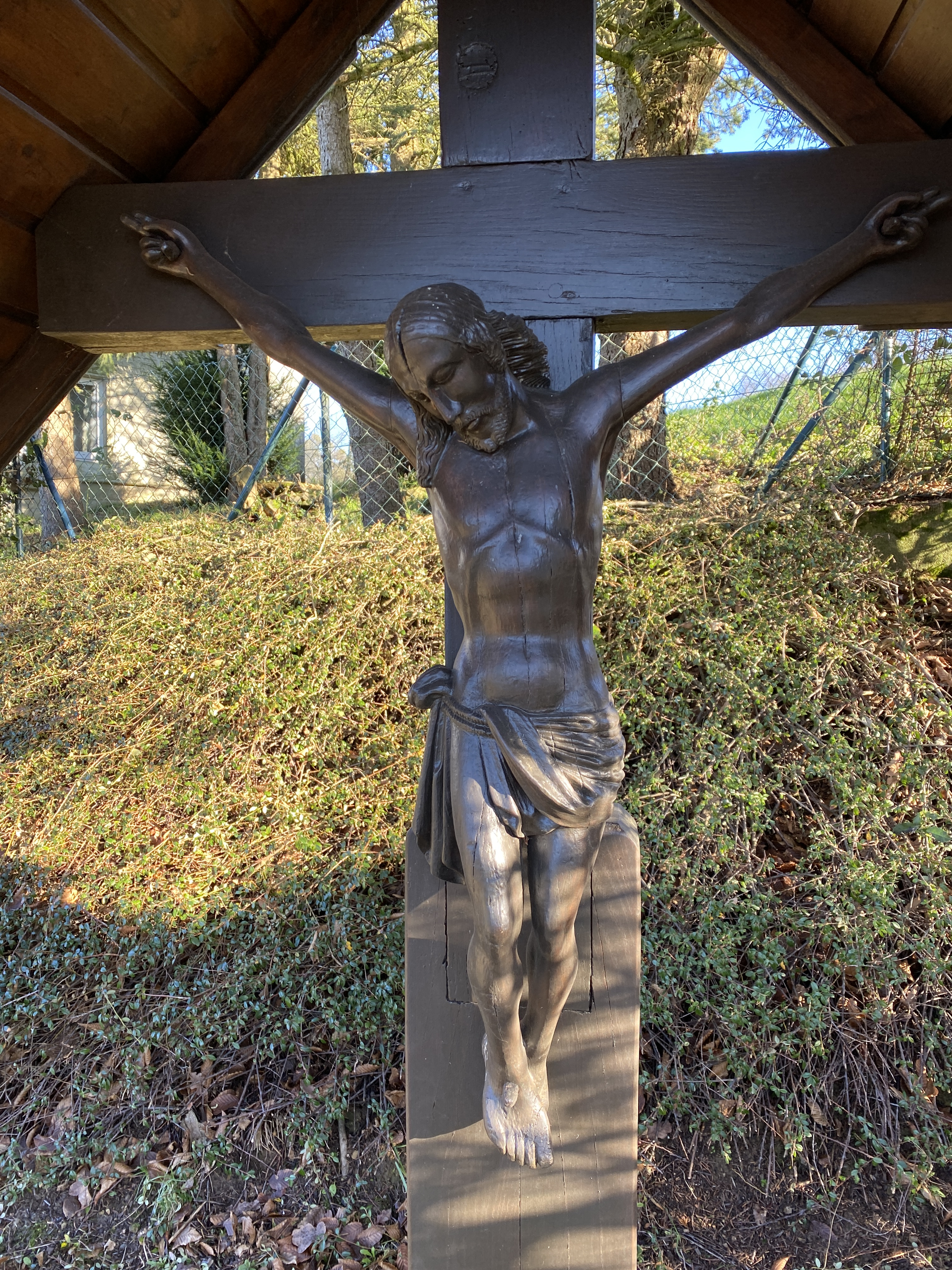
Wegekreuz in Ebbinghausen
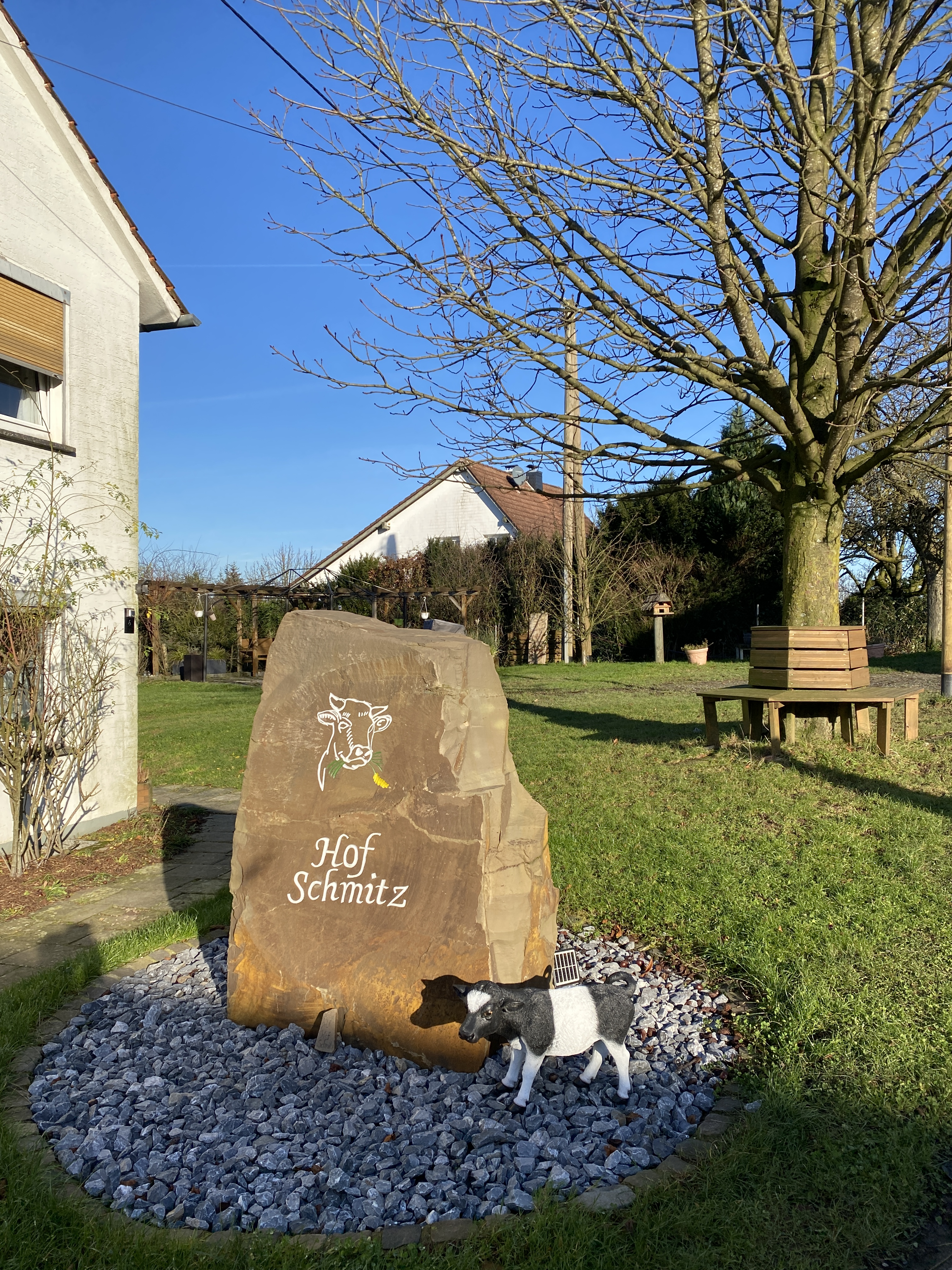
Hof Schmitz Ebbinghausen
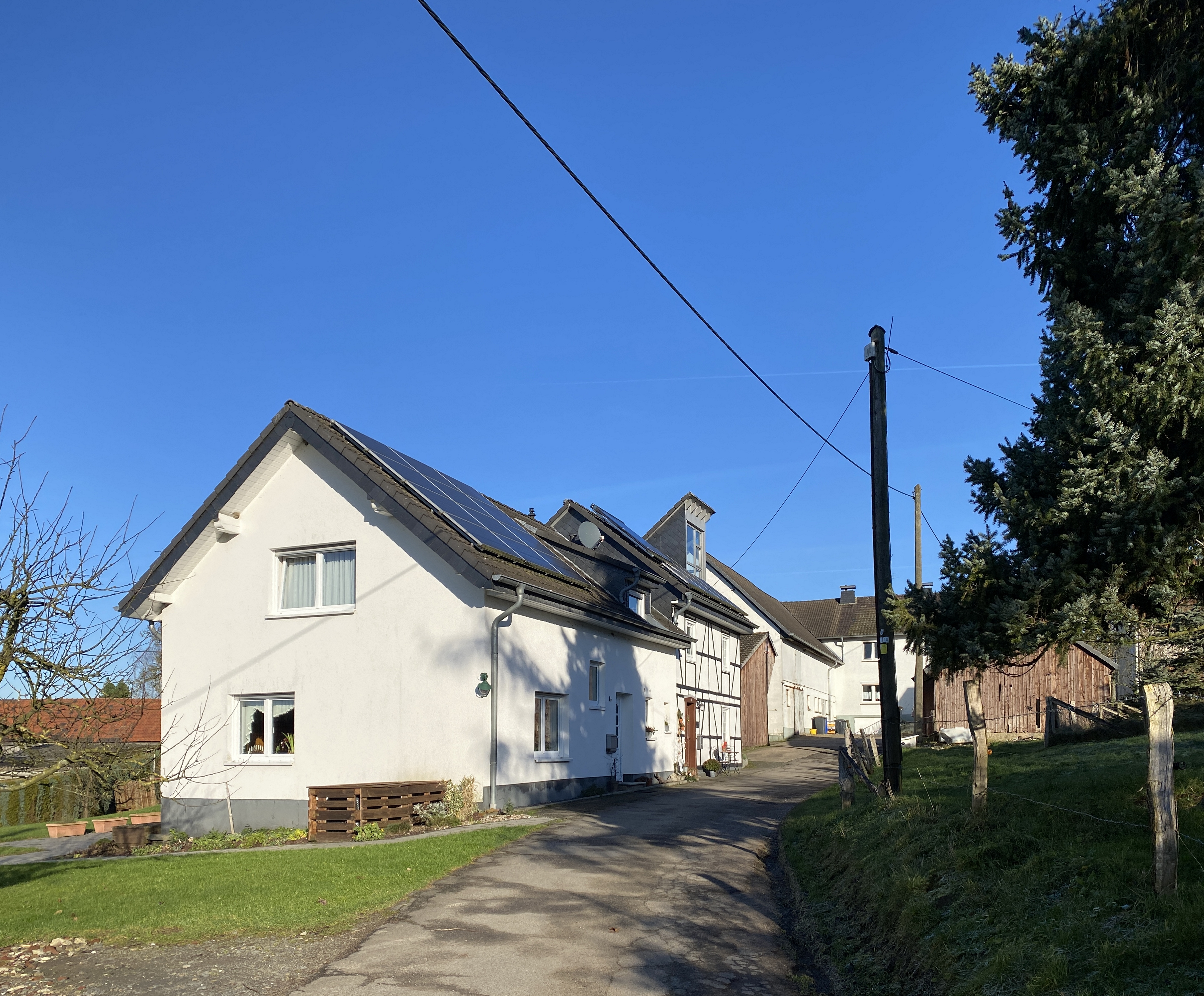
Ebbinghausen

## Busverbindungen
Die nächste Haltestelle ist in Hommerich oder Fahn.